# Metropolitana di Tolosa
La metropolitana di Tolosa (in occitano Mètro de Tolosa, in francese Métro de Toulouse) è una rete metropolitana di trasporto di Tolosa, Francia e di parte della sua agglomerazione. Inizialmente il sistema di trasporti pubblici della città era gestito dalla Société d'économie mixte des voyageurs de l'agglomération toulousaine (SEMVAT), azienda di proprietà pubblica all'80% e privata per il restante 20%. In seguito, la gestione è passata a Tisséo Réseau Urbain, sotto l'autorità del Syndicat Mixte des Transports en Commun (organismo pubblico) a partire dal 2003.

## Rete
La metropolitana di Tolosa è oggi composta da due linee che si incrociano in una stazione (ne sono tuttavia in progetto altre tre):
- Linea A, Basso Cambo - Balma - Gramont. Per lo più sotterranea, comprende alcune sezioni in viadotto. Totale 12,5 km.
- Linea B, Borderouge - Ramonville. Sull'asse nord-sud, è interamente sotterranea e aperta il 30 giugno 2007. Totale 15,7 km.